# Funkcija digama
Funkcija digama je v matematiki specialna funkcija določena kot logaritemski odvod funkcije Γ:
{\displaystyle \digamma (x)\equiv \psi (x)\equiv \Psi (x)={\frac {\mathrm {d} }{\mathrm {d} x}}\ln {\Gamma (x)}={\frac {\Gamma '(x)}{\Gamma (x)}}\!\,.}
Označuje se z grškima črkama, veliko črko digama (Ϝ) in pogosteje z malo ali veliko črko psi (ψ, Ψ), ali pa tudi kot {\displaystyle \psi _{0}}, oziroma {\displaystyle \psi ^{0}}. Je prva od funkcij poligama, ki so njeni n-ti odvodi.
Z veliko črko digama včasih označujejo funkcijo digama, definirano s fakulteto:
{\displaystyle \digamma (x)\equiv {\frac {\mathrm {d} }{\mathrm {d} x}}\ln {x!}\!\,.}
Obe tako definirani funkciji sta povezani z:
{\displaystyle \digamma (x)=\psi (x+1)\!\,.}

## Povezava s harmoničnimi števili
Funkcija ψ je povezana s harmoničnimi števili:
{\displaystyle \psi (n)=\sum _{k=1}^{n-1}{\frac {1}{k}}-\gamma \equiv H_{n-1}-\gamma ,\quad (n\geq 2)\!\,,}
kjer je Hn n-to harmonično število, γ pa Euler-Mascheronijeva konstanta. Za polovične vrednosti se jo lahko izrazi kot:
{\displaystyle \psi \left(n+{\frac {1}{2}}\right)=-\gamma -2\ln 2+\sum _{k=1}^{n}{\frac {2}{2k-1}}\equiv -\gamma +H_{n-1/2}\!\,.}

## Integralski izrazi
Izrazi se jo lahko z integralom:
{\displaystyle \psi (x)=\int _{0}^{\infty }\left({\frac {1}{te^{t}}}-{\frac {e^{-xt}}{1-e^{-t}}}\right)\,\mathrm {d} t=\int _{0}^{\infty }\left({\frac {1}{e^{t}}}-{\frac {1}{(1-t)^{x}}}\right)\,{\frac {\mathrm {d} t}{t}}=\ln x-{\frac {1}{2x}}-2\int _{0}^{\infty }{\frac {t\,\mathrm {d} t}{(t^{2}+x^{2})(e^{2\pi t}-1)}}\!\,,}
ki velja, če je realni del od {\displaystyle x} pozitiven. To se lahko zapiše kot:
{\displaystyle \psi (x+1)=-\gamma +\int _{0}^{\infty }{\frac {e^{-t}-e^{-(x+1)t}}{1-e^{-t}}}\,\mathrm {d} t=-\gamma +\int _{0}^{1}{\frac {1-t^{x}}{1-t}}\,\mathrm {d} t\!\,,}
kar sledi iz Eulerjeve integralske formule za harmonična števila.

## Razvoji v vrsto v kompleksnem
Za absolutni vrednost argumenta veljata razvoja v vrsti:
{\displaystyle \psi (z+1)=-\gamma +\sum _{n=2}^{\infty }(-1)^{n}\zeta (n)z^{n-1},\quad (|z|<1)\!\,,}
{\displaystyle \psi (z+1)={\frac {1}{2}}z^{-1}-{\frac {1}{2}}\pi \cot(\pi z)-(1-z^{2})^{-1}+1-\gamma -\sum _{n=1}^{\infty }\left[\zeta (2n+1)-1\right]z^{2n},\quad (|z|<2)\!\,.}
Funkcijo ψ se lahko izračuna v kompleksni ravnini razen za negativna cela števila s pomočjo vrste:
{\displaystyle \psi (z+1)=-\gamma +\sum _{n=1}^{\infty }\left({\frac {z}{n(n+z)}}\right),\quad (z\neq -1,-2,-3,\ldots )\!\,.}

## Taylorjeva vrsta
Funkcija ψ ima racionalno vrsto zeta, ki je dana s Taylorjevo vrsto pri z=1:
{\displaystyle \psi (z+1)=-\gamma -\sum _{k=1}^{\infty }\zeta (k+1)\;(-z)^{k}\!\,.}
Vrsta konvergira za |z|<1. Tukaj je {\displaystyle \zeta (n)} Riemannova funkcija ζ. Vrsto se lahko preprosto izpelje iz ustrezne Taylorjeve vrste za Hurwitzevo funkcijo ζ.

## Newtonova vrsta
Newtonova vrsta za funkcijo ψ sledi iz Eulerjeve integralske formule:
{\displaystyle \psi (s+1)=-\gamma -\sum _{k=1}^{\infty }{\frac {(-1)^{k}}{k}}{s \choose k}\!\,,}
kjer je {\displaystyle \textstyle {s \choose k}} binomski koeficient.

## Refleksijska formula
Za funkcijo ψ velja refleksijska formula, ki je podobna tisti za funkcijo Γ:
{\displaystyle \psi (1-x)-\psi (x)=\pi \,\!\cot {\left(\pi x\right)}\!\,.}

## Rekurenčna enačba
Za funkcijo ψ velja rekurenčna enačba:
{\displaystyle \psi (x+1)=\psi (x)+{\frac {1}{x}}\!\,.}
Lahko se reče, da je »teleskop« za 1/x, saj velja:
{\displaystyle \Delta [\psi ](x)={\frac {1}{x}}\!\,,}
kjer je Δ sprednji diferenčni operator. To odgovarja rekurenčni enačbi delnih vsot harmonične vrste, od koder sledi enačba:
{\displaystyle \psi (n)\ =\ H_{n-1}-\gamma \!\,.}
V splošnem velja:
{\displaystyle \psi (x+1)=-\gamma +\sum _{k=1}^{\infty }\left({\frac {1}{k}}-{\frac {1}{x+k}}\right)\!\,.}

## Gaussovska vsota
Funkcija ψ ima gaussovsko vsoto oblike:
{\displaystyle {\frac {-1}{\pi k}}\sum _{n=1}^{k}\sin \left({\frac {2\pi nm}{k}}\right)\psi \left({\frac {n}{k}}\right)=\zeta \left(0,{\frac {m}{k}}\right)=-B_{1}\left({\frac {m}{k}}\right)={\frac {1}{2}}-{\frac {m}{k}}\!\,}
za cela števila {\displaystyle 0<m<k}. Tukaj sta ζ(s,q) Hurwitzeva funkcija ζ in {\displaystyle B_{n}(x)} Bernoullijev polinom. Poseben primer multiplikacijskega izreka je:
{\displaystyle \sum _{n=1}^{k}\psi \left({\frac {n}{k}}\right)=-k(\gamma +\log k)\!\,,}
posplošitev pa:
{\displaystyle \sum _{p=0}^{q-1}\psi (a+p/q)=q(\psi (qa)-\ln q)\!\,,}
kjer je q naravno število, 1-qa pa ne.

## Gaussov izrek za funkcijo ψ
Za pozitivni celi števili m in k (m < k) se lahko funkcijo ψ izrazi s pomočjo elementarnih funkcij kot:
{\displaystyle {\frac {\Gamma '(m/k)}{\Gamma (m/k)}}\equiv \psi \left({\frac {m}{k}}\right)=-\gamma -\ln(2k)-{\frac {\pi }{2}}\cot \left({\frac {m\pi }{k}}\right)+2\sum _{n=1}^{\lceil (k-1)/2\rceil }\cos \left({\frac {2\pi nm}{k}}\right)\ln \left(\sin \left({\frac {n\pi }{k}}\right)\right)\!\,}

## Računanje in približki
Po algoritmu AS 103 v jeziku ISO Fortran J. M. Bernarda se lahko izračuna funkcijo ψ za realni x z:
{\displaystyle \psi (x)=\ln x-{\frac {1}{2x}}-{\frac {1}{12x^{2}}}+{\frac {1}{120x^{4}}}-{\frac {1}{252x^{6}}}+O\left({\frac {1}{x^{8}}}\right)\!\,,}
ali:
{\displaystyle \psi (x)=\ln x-{\frac {1}{2x}}+\sum _{n=1}^{\infty }{\frac {\zeta (1-2n)}{x^{2n}}}\!\,,}
{\displaystyle \psi (x)=\ln x-{\frac {1}{2x}}-\sum _{n=1}^{\infty }{\frac {B_{2n}}{2nx^{2n}}}\!\,.}
Tu je n celo število, {\displaystyle B_{n}} pa n-to Bernoullijevo število, {\displaystyle \zeta (n)} pa Riemannova funkcija ζ.

## Druge značilnosti
- Razvoja v neskončno vrsto:
{\displaystyle \psi (x)=-{\frac {1}{x}}+\sum _{n=1}^{\infty }{\frac {\psi (1)x^{n}}{x!}}\!\,,}
{\displaystyle \psi (x)=\ln x-{\frac {1}{2x}}+\sum _{n=1}^{\infty }{\frac {\zeta (1-2n)}{x^{2n}}}\!\,,}

kjer je {\displaystyle \zeta (x)} Riemannova funkcija ζ.
- Logaritemski razvoj:
{\displaystyle \psi (x)=\sum _{n=0}^{\infty }{\frac {1}{n+1}}\sum _{k=0}^{n}(-1)^{k}{\binom {n}{k}}\ln(x+k)\!\,.}

- Dvakratni argument:
{\displaystyle \psi (2x)={\frac {1}{2}}\psi (x)+{\frac {1}{2}}\psi \left(x+{\frac {1}{2}}\right)+\ln 2\!\,.}

## Posebne vrednosti
Sledi nekaj posebnih vrednosti funkcije ψ.
{\displaystyle \psi (8)={\frac {363}{140}}-\gamma \!\,}
{\displaystyle \psi (6)={\frac {137}{60}}-\gamma \!\,}
{\displaystyle \psi (4)={\frac {11}{6}}-\gamma \!\,}
{\displaystyle \psi (3)={\frac {3}{2}}-\gamma \!\,}
{\displaystyle \psi (2)=1-\gamma \!\,}
{\displaystyle \psi (1)=-\gamma \!\,}
{\displaystyle \psi \left({\frac {1}{2}}\right)=-2\ln {2}-\gamma \!\,}
{\displaystyle \psi \left({\frac {1}{3}}\right)=-{\frac {\pi }{2{\sqrt {3}}}}-{\frac {3}{2}}\ln {3}-\gamma \!\,}
{\displaystyle \psi \left({\frac {1}{4}}\right)=-{\frac {\pi }{2}}-3\ln {2}-\gamma \!\,}
{\displaystyle \psi \left({\frac {1}{6}}\right)=-{\frac {\pi }{2}}{\sqrt {3}}-2\ln {2}-{\frac {3}{2}}\ln {3}-\gamma \!\,}
{\displaystyle \psi \left({\frac {1}{8}}\right)=-{\frac {\pi }{2}}-4\ln {2}-{\frac {1}{\sqrt {2}}}\left[\pi +\ln(2+{\sqrt {2}})-\ln(2-{\sqrt {2}})\right]-\gamma \!\,}